# 室田真男
室田 真男（むろた まさお、1963年？ - ）は、日本の教育工学者。専門は、教育情報ネットワーク、教育システム開発、教育工学。東京工業大学リベラルアーツ研究教育院教授。 博士（工学）（東京工業大学,1991）。

## 略歴
1982年、静岡県立静岡高等学校卒業。1986年、東京工業大学工学部電子物理工学科卒業、1990年、日本学術振興会特別研究員(〜1991年)。1991年、同大学大学院博士課程電気電子工学専攻修了。1991年4月から1997年3月まで株式会社東芝研究開発センター。1997年4月より東京工業大学大学院社会理工学研究科人間行動システム専攻助教授、2007年4月、同准教授（名称変更）。2011年7月～11月、オレゴン州立大学客員研究員。2011年8月、フィンランドユヴァスキュラ大学客員講師。2012年4月より東京工業大学社会理工学研究科人間行動システム専攻教授。教職科目実施委員会委員長（2012年4月～）、2015年4月開設の教育革新センターを兼務。教育工学の教育・研究に従事。日本教育工学会理事（2007-2015）、同評議員（2003-2007,2015〜）、同大会企画委員会委員長（2011-2013）、電子情報通信学会和文論文誌D編集委員会副委員長（2009-2010）、IEEE Education Society Japan Chapter Chair（2009-2011）、等。

## 受賞歴
- 2011年 - 電子情報通信学会情報・システムソサイエティ 活動功労賞
- 2012年 - ICCE Best Physical Poster Design Award